# 1527
سنة 1527 م كانت سنة بسيطة تبدأ يوم الثلاثاء (الرابط يظهر نموذج التقويم الكامل للسنة) من التقويم اليولياني.

## أحداث
- 17 مارس: انتصار ظهير الدين بابر علي الراجبوت واللودهيون في معركة خانوه.
- 19 مارس: تأسيس مدينة تولوكا وتقع حاليا في المكسيك.
- 22 يونيو: تأسيس مدينة جاياكارتا (سوندا كيلابا سابقا) في شمال غرب جزيرة جاوة وذلك بعد انتصار جيشي سلطنة ديماك وسلطنة سيربون بقيادة فتح الله ضد القوات البرتغالية المحتلة، وجاياكارتا تعني النصر أو النصر المظفر.
- 26 يوليو: تأسيس مدينة سانتا آنا دي كورو وتقع حاليا في فنزويلا.
- 27 سبتمبر - معركة تاركال: فرديناند الأول (إمبراطور روماني مقدس)، يهزم يوحنا زاپولياي ويسيطر على معظم المجر. ومن ثم يوحنا زاپولياي يناشد السلطان سليمان القانوني للمساعدة.

## مواليد
- جون دي

## وفيات
- نيكولو مكيافيلي
- واينا كاباك